# Mickaël Deldycke
Mickaël Deldycke (ur. 26 sierpnia 1980) – francuski kolarz górski i BMX, czterokrotny medalista mistrzostw świata MTB i trzykrotny medalista mistrzostw Europy MTB.

## Kariera
Pierwszy sukces w karierze Mickaël Deldycke osiągnął w 1997 roku, kiedy zdobył brązowy medal w wyścigu juniorów i srebrny w cruiserze juniorów podczas mistrzostw świata w BMX w Saskatoon. Na rozgrywanych rok później mistrzostwach BMX w Melbourne był drugi w wyścigu juniorów. W 2000 roku wystartował na mistrzostwach świata MTB w Sierra Nevada, gdzie zdobył brązowy medal w dualu. W zawodach tych wyprzedzili go jedynie Australijczyk Wade Bootes oraz Brian Lopes z USA. Podczas mistrzostw świata MTB w Les Gets w 2004 roku był drugi w four crossie, ulegając jedynie Amerykaninowi Ericowi Carterowi. W tej samej konkurencji zdobył także brązowe medale na MŚ w Livigno (2005) i MŚ w Val di Sole (2008). Ponadto w sezonie 2001 Deldycke zajął trzecie miejsce w klasyfikacji dualu Pucharu Świata w kolarstwie górskim. Wywalczył również trzy medale na mistrzostwach Europy MTB: złote w dualu w Porto de Mós (1999) i Rhenen (2000) oraz brązowy w downhillu w Grazu (2003). Nigdy nie wystąpił na igrzyskach olimpijskich.